# Johan de Wittstraat 2 (Dordrecht)
Johan de Wittstraat 2 is een monumentaal eclectisch pand in het centrum van de stad Dordrecht, in de Nederlandse provincie Zuid-Holland. 
Het pand werd in 1912-1913 naar een ontwerp van de architect Anthonie Ek gebouwd als spaarbank. Op de zandstenen rondboog in het gevelvlak is de tekst SPAARBANK te lezen. Het bankgebouw ligt binnen het beschermd stadsgezicht van Dordrecht, op de hoek van de Johan de Wittstraat en Bagijnhof.
Het gebouw is in 2001 aangewezen als rijksmonument vanwege
- de oorspronkelijke functie als bankgebouw en vanwege de typologie van de gevel als uitdrukking van een bankgebouw
- de architectuurhistorische waarde: als gaaf en representatief voorbeeld uit het oeuvre van de architect Anthonie Ek en als variant van een Eclectische stijl
- de stedebouwkundige waarde: vanwege de zeer beeldbepalende ligging op de hoek van de Johan de Wittstraat en de Bagijnstraat
- de hoge mate van gaafheid in hoofdvorm, het materiaalgebruik en de detaillering van zowel het ex- als delen van het interieur.